# Daniel Evan Weiss
Pour les articles homonymes, voir Weiss.
Cet article possède un paronyme, voir Daniel Weiss.
Daniel Evan Weiss est un écrivain de langue anglaise né en 1953 à New York.